# Buenavista (Badalona)
Buenavista (en catalán: Bonavista es un barrio, del municipio español de Badalona, que forma parte del Distrito III junto con Montigalà Oriental, Canyet, Mas Ram, Bufalá, Pomar, Pomar de Dalt, Les Guixeres y Morera. Limita con los barrios de Canyet, Pomar de Dalt, Bufalà, Morera y Montigalà. Según los datos del padrón de 2012, el barrio de Buenavista tiene 1.340 habitantes, de los cuales 659 (el 49,2%) son hombres y 681 (el 50,8%) son mujeres. La población del barrio representa apenas el 0,6% de habitantes de toda la ciudad. Es un barrio envejecido y esencialmente residencial, además de poco poblado y el comercio no es fructifero.
El barrio tiene asociación de vecinos.

## Historia
Su nombre proviene de la panorámica que se puede contemplar desde el lugar, y fue el nombre dado originalmente a la primera urbanización de los terrenos. No obstante, antiguamente también se lo denominaba urbanización Morralla, por el nombre del promotor. Administrativamente existe desde la división de barrios de Badalona de 1980. En la antigua división, pertenecía al barrio de Canyet.
Situado en la falda del turó d'en Boscà, el barrio surge de un proceso de autoconstrucción de las viviendas por parte de los propios vecinos, principalmente inmigrantes del resto de España, en los alrededores de la década de 1960. Hasta medios de la década de 1940, los terrenos pertenecían a la masía de Can Pontons, todavía existente. Buena parte de ellos fueron vendidos a Joan Morralla Sala, que después los vendió a Joan Guilera Molas y la empresa S.A. Explotaciones Torreblanca de Barcelona, que los parcelaron y vendieron. En principio, la urbanización Buenavista tenía que ser un complejo tipo colonia, con viviendas exentas con jardín, y de hecho las primeras casas construidas en la avenida Ros i Güell siguieron esta tipología. Aun así, la llegada de inmigrantes desde el resto del estado aceleró el proceso de venta, y los nuevos vecinos se construyeron ellos mismos las casas, que no pudieron mejorar hasta muchos años después. Cómo en otros casos en Badalona, las calles no estaban asfaltadas y no había agua corriente. Es durante estos años cuando se crea la asociación de vecinos, legalizada el 1963, que será la portavoz de las reivindicaciones de los vecinos y consiguió las mejoras de pavimento, agua corriente y alcantarillado, impulsadas desde la misma entidad, así como de transporte público y equipamientos. Después, el 1982, se aprobó el Plan Especial de Reforma Interior (PERI) de Buenavista, que puso fin a la situación de deficiencia del barrio.

## Lugares de interés

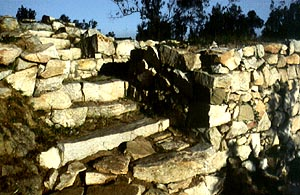
Poblado ibérico turó d'en Boscà

El poblado ibérico del turó d'en Boscà se encuentra sobre la cumbre del cerro homónimo, y fue fundado durante el siglo IV a. C., y habitado por la tribu de los layetanos.
Casa sanz es el mayor lugar de interés del barrio. Aunque también se pueden visitar otras construcciones de gran valor.